# Kemira Gas (schip, 1995)
De Kemira Gas is een vloeibaar gastanker uit de vloot van de Belgische rederij Exmar. Het schip voert tegenwoordig de Belgische vlag en veranderde recent van naam. Het schip gaat nu door het leven als "Temse"
De Kamira Gas is een regelmatige bezoeker van de Humber met aan boord vloeibare ammoniak. Op 3 januari 2002 onderschatte een onervaren loods aan boord van de Kemira Gas de kracht van het getij op de Humber. Om 07.16 had de ABP loods de sleepboot Lady Laura gevraagd om achterop vast te maken. De loods vergat daarbij te vertellen dat het schip inmiddels tegen de Sand End Light Float aan was gedreven en dat die nog langs het schip schuurde. Op het moment dat de sleepboot dat in de gaten had was het al te laat en volgde een aanvaring met de boei, met schade aan de sleepboot tot gevolg.
14 mei 2008 liep het schip 's morgens vroeg aan de grond in de Storebælt tussen Reersø and Romsø, onderweg naar Rafnes in Noorwegen. Het kwam dezelfde dag op eigen kracht weer los.
Het schip kwam ook in het nieuws toen het 's middags op 23 februari 2013 aan de grond liep in de aanloop van het Kieler kanaal. Het schip wachtte om het kanaal te mogen passeren en werd door sterke wind tegen een zandplaat geblazen. Pakweg een half uur later kwam het weer los en kreeg een aanwijzing om in Brunsbüttel de status van het schip te laten controleren. Het schip mocht 's avonds haar weg weer vervolgen.

## Romp
- Overeenkomstige waterverplaatsing: 15785 metrische ton
- Leeg schip waterverplaatsing: 5820 metrische ton

## Ladingscapaciteit
- Ammoniak op -33,2 °C:
- Tank 1: 2634 m³
- Tank 2: 2647 m³
- Tank 3: 2642 m³
- Totaal: 7923 m³

## Tankspecificaties
- Maximum tankdruk: 5,4 bar

## Ladingspompen
- Type: Deepwell
- Aantal: 2 per tank
- Capaciteit: 185 m³ / h
- Snelheid: 1780 toeren per minuut
- Werkingsdruk: 8 bar (ammoniak)
- Locatie: Weerdek

## Ladingscompressoren
- Type: Olievrije pistoncompressor
- Merk: Sulzer
- Vermogen: 112,8 kW
- Aantal: 2

## Machinekamer
- Hoofdmotor: Hyundai - B&W 6L50MC
- Vermogen: 5515 kW
- Type brandstof: Residuele brandstof (380 centistokes)
- Hulpmotoren: Holeby - MAN-B&W 6L23/30
- Aantal: 3
- Vermogen: 750 kW per hulpmotor
- Type brandstof: Residuele brandstof (380 centistokes)
- Noodgenerator: Detroit Diesel type 1043-735/4-71T

## Ballastcapaciteit en ballastpompen
- Voorpiek tank: 295 m³
- Dubbele bodemtanks: 2879 m³
- Totale capaciteit: 3174 m³
- Ballastpomp: Centrifugaalpomp
- Aantal: 2
- Totale capaciteit: 460 m³ / h
- Locatie: Machinekamer
- Bediening: Cargo controlekamer / Machine controlekamer